# Rivière Armand-Lelièvre
Pour les articles homonymes, voir Lelièvre.
La rivière Armand-Lelièvre (ancien nom : rivière Kedgwick canadienne") coule dans la région administrative du Bas-Saint-Laurent, au Québec, au Canada, dans les municipalités régionales de comté de :
- MRC de Rimouski-Neigette : Réserve faunique de Rimouski,
- MRC de La Mitis : territoire non organisé Lac-des-Eaux-Mortes (comté de Rimouski).

La rivière Armand-Lelièvre" est un affluent de la rive sud de la rivière Mistigougèche laquelle coule jusqu'à la rive sud-ouest de la rivière Mitis ; cette dernière coule vers le nord-ouest jusqu'au littoral sud-est du fleuve Saint-Laurent où elle se déverse à la hauteur de Sainte-Flavie et de Grand-Métis.

## Géographie
La rivière Armand-Lelièvre prend sa source au Lac Armand-Lelièvre (jadis désigné Petit Lac Kedgwick canadien) (longueur : 1,2 km ; altitude : 366 m), situé dans la partie est de la réserve faunique de Rimouski. L'embouchure du lac Ferré est située à 12,6 km au nord de la frontière avec le Nouveau-Brunswick, à 49,2 km au sud-est du littoral sud-est du fleuve Saint-Laurent, à 33,6 km au sud-est du centre du village de Saint-Narcisse-de-Rimouski, à 22,8 km au sud du centre du village de Saint-Charles-Garnier et à 0,2 km à l'ouest de la limite est de la Réserve faunique de Rimouski. Le lac Armand-Lelièvre est situé à 1,3 km au sud-ouest du sommet de la "montagne à Dubé" (altitude : 551 m).
À partir de sa source, la rivière Armand-Lelièvre coule sur 7,4 km, répartis selon les segments suivants :
- 4,5 km vers le nord dans la Réserve faunique de Rimouski, jusqu'à la confluence d'un ruisseau (venant de l'est) ;
- 1,8 km vers le nord-ouest, jusqu'à la limite du territoire non organisé de Lac-Aux-Eaux-Mortes ;
- 0,6 km vers le nord-ouest, jusqu'à la limite de la Réserve faunique de Rimouski, où elle recueille les eaux d'un ruisseau (venant du sud-ouest) ;
- 0,5 km vers le Nord, en passant sous le pont d'une route forestière, jusqu'à sa confluence[1].

La rivière Armand-Lelièvre se déverse sur la rive sud de la rivière Mistigougèche. Cette confluence est située à 0,3 km de la limite est de la Réserve faunique de Rimouski.

## Toponymie
Le toponyme Rivière Armand-Lelièvre a été officialisé le 19 octobre 1990 à la Commission de toponymie du Québec.